# Alluvione di Yungay del 1970
L'alluvione di Yungay del 1970 avvenne il 31 maggio 1970, quando una colata di detriti e fango innescata dal terremoto di Ancash distrusse la città peruviana di Yungay e dieci villaggi vicini, provocando fino a 30.000 morti. È stata la valanga più mortale della storia, e la terza o quarta frana più mortale del XX secolo, dopo le frane di Haiyuan (Cina), la tragedia di Armero (Colombia) e, secondo alcune stime, la frana di Khait (Tagikistan).
La vetta settentrionale del Huascarán, luogo da cui ebbe origine la valanga, era considerata instabile dal 1962, quando una piccola frana distrusse diverse città nella valle del Callejón de Huaylas vicino a Yungay. Tuttavia, il governo provinciale si adoperò per impedire la diffusione della notizia ed esortò le persone a non farsi prendere dal panico. Il terremoto del 1970 determinò il distacco di un ghiacciaio e della massa di neve: precipitando si trasformarono in una colata di fango a mano a mano che accumulavano grandi volumi di terreno sciolto, rocce e acqua superficiale. Il bilancio delle vittime fu aggravato dal fatto che il terremoto avvenne una domenica e migliaia di persone si erano riunite a Yungay per andare al mercato. In seguito, la frana si immise nel Río Santa e causò ingenti danni mano a mano che scorreva a valle fino all'Oceano Pacifico (percorrendo 160,9 km), principalmente attraverso lo stretto Canyon del Pato.
In seguito al disastro, il governo peruviano mandò i soccorsi e pianificò di spostare la capitale provinciale da Yungay a un luogo più sicuro, Tingua. I sopravvissuti opposero resistenza alla proposta di reinsediamento e migliaia di persone rimasero in un campo a nord della città distrutta noto come "Yungay Norte", che sarebbe poi diventato l'attuale città di Yungay. Il governo ha vietato la riqualificazione o lo scavo del sito originario della città, dove è stato eretto un monumento per commemorare i morti. Sebbene la maggior parte della città di Yungay sia stata completamente rasa al suolo dal terremoto e dalla valanga, alcuni resti possono ancora essere visti nell'area, tra cui la cattedrale e il cimitero in rovina.
Sebbene Yungay fosse fuori dal percorso diretto della valanga, questa era così grande da superare le barriere geografiche naturali che proteggevano la città, la cui posizione era stata precedentemente considerata sicura. L'Istituto Geologico degli Stati Uniti affermò che "un tale evento potrebbe non ripetersi per migliaia di anni".

## Precedenti storici

### Geografia e geologia
A causa del suo terreno accidentato, dell'altitudine elevata e della posizione in una zona sismica attiva, il Callejón de Huaylas, o alta valle del Río Santa, è stato storicamente soggetto a grandi frane e valanghe. Il Huascarán, la vetta più alta delle Ande peruviane, raggiunge un'altezza di 6.768 a est della valle. Il fiume Llanguanuco, un affluente del fiume Santa, sfocia in una gola sul lato nord-ovest del Huascarán e attraversa un ripido sentiero a sud-ovest per unirsi al fiume più grande, formando un conoide alluvionale in una valle vicino alla sua foce. Per il suo terreno fertile e la disponibilità di acque superficiali, la zona è stata coltivata per centinaia di anni e in passato era sede di numerosi piccoli villaggi. Il sito originario della città di Yungay era un'area elevata a nord-est del Río Santa e a nord-ovest del Río Llanguanuco e si trovava al di fuori della valle di Llanguanuco (ne era separata dalla collina Cerro de Aira).

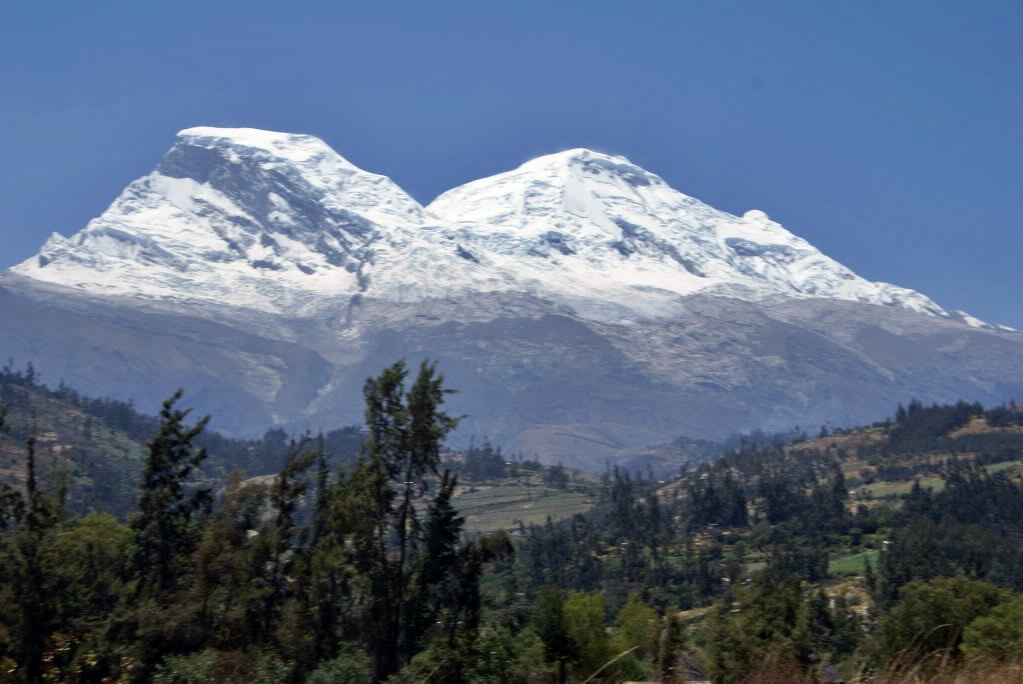
Veduta del Huascarán innevato da Yungay

I depositi dei detriti di origine olocenica formano il conoide alluvionale del Río Llanganuco e sono alla base del letto del Río Santa fino a una profondità di centinaia di metri in alcuni punti, indicando che tali flussi si verificano nella zona regolarmente da migliaia di anni. Le evidenze geologiche indicano che la stessa Yungay era "probabilmente costruita sopra una valanga o un deposito di flusso". Il nome del vicino villaggio di Ranrahirca significa "cumulo di pietre lanciate" in quechua, indicando che nella valle si sono verificate valanghe di detriti fin dall'antichità. Questi flussi distruttivi di neve, ghiaccio, fango e roccia sono localmente chiamati huaycos.
Il lato nord-occidentale del Huascarán è stato definito "una delle aree ghiacciate più instabili della Cordillera Blanca". Tra i numerosi ghiacciai, nel Huascarán c'è il "Ghiacciaio 511" situato sotto la parete della cima nord del Huascarán. Il ghiacciaio riempie la sorgente della valle Armapampa, che alla fine sfocia nel fiume Llanguanuco. Al di sotto della porta del Ghiacciaio 511 il terreno scende con una pendenza media di 23 gradi (in alcuni punti supera i 70 gradi), con un dislivello totale di 3000 m prima di raggiungere le valli sottostanti, creando le condizioni ideali affinché grandi masse di roccia possano cadere senza ostacoli ad alta velocità.

### Yungay prima del disastro
Alla fine degli anni '60, la popolazione permanente di Yungay era di circa 4.000 o 5.000 persone, ma nei giorni del marcato e di messa il numero di persone presenti cresceva notevolmente. Ad eccezione della massiccia cattedrale di pietra nel centro della città, la città era costituita principalmente da strutture in mattoni di fango e legno a due o tre piani con pesanti tetti di tegole, risalenti al periodo coloniale spagnolo. Queste fragili strutture, tipiche nella valle del Rio Santa, erano altamente vulnerabile all'attività sismica. Altre strutture importanti di Yungay erano la Plaza de Armas, circondata da palme e che ospitava eventi come la festa di Santo Domingo, e il cimitero sopraelevato, che fu costruito su un tumulo funerario pre-incaico che potrebbe risalire a 10.000 anni fa.
Negli anni precedenti al 1970, Yungay (a volte soprannominata "la perla del Callejón di Huaylas") era diventata una delle destinazioni turistiche più popolari del Perù grazie alla sua posizione pittoresca, all'architettura e alla vicinanza al Huascarán e alla valle del Llanganuco.
Yungay era già stata colpita da un disastro: nel 1872 fu "quasi completamente spazzata via da una valanga", la quale dev'essere stata almeno della stessa entità dell'evento del 1970.

### Valanga di Ranrahirca del 1962
Il 10 gennaio 1962, parte del Ghiacciaio 511 crollò, provocando la caduta di 10 milioni di m³ di roccia, ghiaccio e neve nel fiume Llanganuco. La frana distrusse nove villaggi e uccise più di 4.000 persone. L'intera città di Ranrahirca fu rasa al suolo; solo a Ranrahirca morirono circa 2.900 persone. I residenti ricevettero un preavviso minimo o nullo, poiché la massa ci mise meno di quattro minuti a raggiungere il fiume Santa. Tutto nel percorso dell'onda fu distrutto e i cadaveri furono trascinati fino all'Oceano Pacifico, a 100 km a valle.
Né questa frana né le altre sette grandi avvenute nella Valle del fiume Santa tra il 1940 e il 1970 furono causate da terremoti, bensì il ghiacciaio si fratturò a causa del proprio peso. A causa della forte pendenza della roccia sottostante e della lubrificazione dei ghiacciai in scioglimento, il ghiaccio riuscì a scivolare ad alta velocità. A seguito di questo e di altri disastri legati ai ghiacciai nella regione di Ancash (in particolare le inondazioni del lago glaciale che hanno distrutto parti di Huaraz nei due decenni precedenti) il governo nazionale aveva cercato di attuare una "zonizzazione dei rischi" per evitare lo sviluppo di allagamenti e valanghe. Tuttavia, questi sforzi furono in gran parte infruttuosi a causa della resistenza della gente del posto, la quale temeva l'interruzione economica e culturale che sarebbe derivata dal trasferimento forzato.

### Osservazioni e controversie dopo il 1962
Nel settembre 1962, il Massachusetts Institute of Technology sponsorizzò una spedizione glaciologica per valutare le conseguenze della frana di Ranrahirca. Gli alpinisti americani David Bernays e Charles Sawyer osservarono, all'indomani della frana, "un'enorme lastra verticale di roccia indebolita dal Ghiacciaio 511" che rappresentava la minaccia di un crollo molto più esteso. La parete rocciosa a strapiombo raggiungeva in alcuni punti i 1000 metri di altezza e la roccia era descritta come "ampiamente fratturata". Sebbene il rischio per Yungay fosse remoto, la città avrebbe potuto essere minacciata se una "valanga sufficientemente grande" si fosse creata a est della catena montuosa. Le scoperte degli americani furono riportate il 27 settembre 1962 dal quotidiano Expreso, con il titolo "La valanga dantesca minaccia Yungay".
Le autorità locali ordinarono la rimozione di queste informazioni e scoraggiarono i cittadini dal parlare della minaccia per evitare il panico: "Chiunque si fosse espresso a favore delle conclusioni degli statunitensi sarebbe stato accusato ai sensi del codice penale di aver disturbato la quiete pubblica". Al direttore della Commissione regionale di Lagos, Miguel Eliás Pizarro, fu chiesto di "fornire un'analisi di esperti". Pizarro "respinse le dichiarazioni degli alpinisti statunitensi definendole come stravaganti, frettolose e basate su informazioni errate" e affermò che Yungay non era in pericolo, poiché non si trovava nel tragitto della frana del 1962. Secondo i rapporti, Bernays e Sawyer furono minacciati di arresto e presto fuggirono dal paese. In precedenza, Bernays aveva partecipato a un incontro pubblico a Huaraz dove aveva definito "esagerato" l'articolo di Expreso, sebbene non avesse negato la possibilità che una valanga abbastanza grande potesse colpire Yungay.
Questo stesso ghiacciaio sarebbe stato l'origine dell'enorme frana che distrusse Yungay otto anni dopo.

## Terremoto e frana

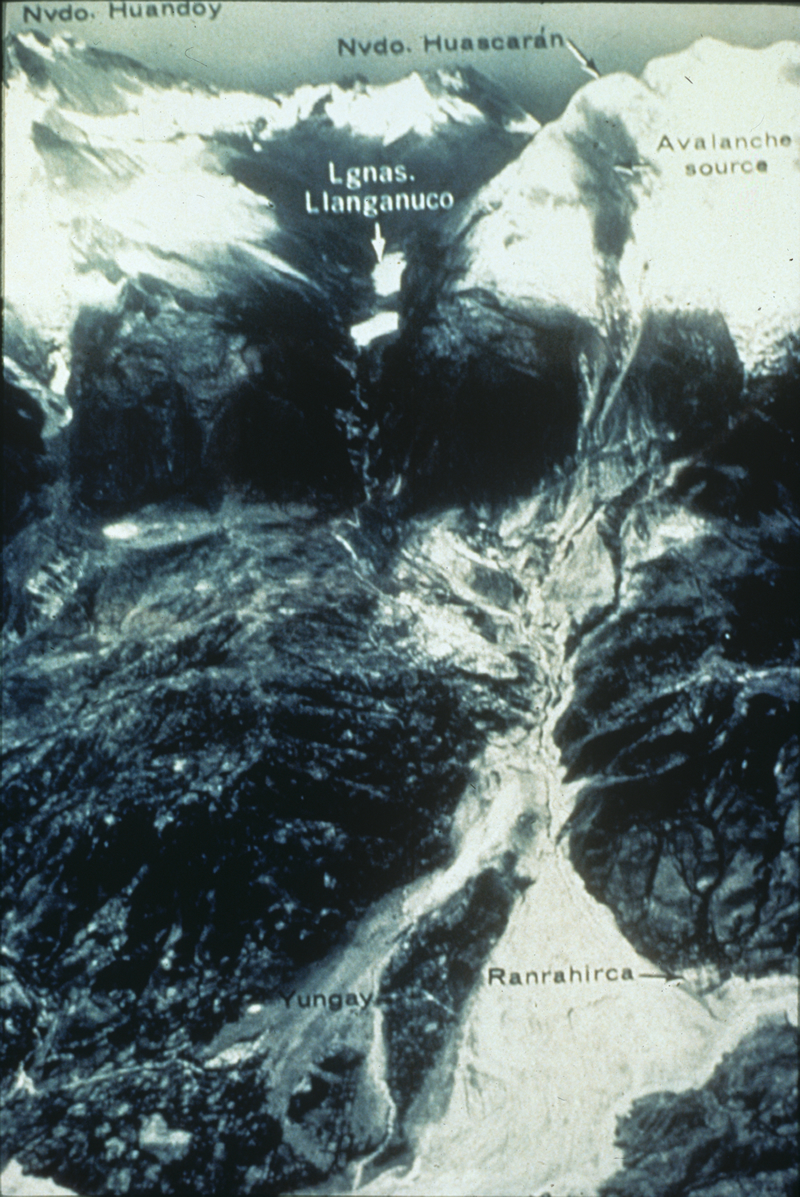
Veduta aerea del danno, che mostra il punto di origine nel Huascarán e i detriti nella valle sottostante.

Alle 15:23 di domenica 31 maggio 1970, il terremoto di Ancash (noto anche come il Grande terremoto del Perù) scosse la costa del Perù con una magnitudo 7.9. Il terremoto fece staccare una lastra di roccia larga circa 800 m dalla parete occidentale della vetta settentrionale del Huascarán, ad un'altitudine compresa tra circa 5.600 e 6.200 m. La caduta dei massi si verificò quasi immediatamente dopo l'inizio del terremoto e i testimoni paragonarono il suono a quello di uno sparo o un'esplosione. La caduta causò una "enorme nuvola scura di polvere" che ha rapidamente bloccato la visuale dal basso.
Le rocce caddero per circa 600 m prima di atterrare sul Ghiacciaio 511 e scivolare per quasi 3 km sulla sua superficie, accumulando un grande volume di neve man mano che avanzavano. Il volume iniziale della valanga di roccia e ghiaccio era di almeno 25 milioni di m³ e crebbe rapidamente di dimensioni mentre precipitava lungo la ripida valle di Llanganuco, raccogliendo grandi volumi di terreno, morene glaciali sciolte, acqua e alberi sradicati. A causa dei suoli bagnati di fine stagione delle piogge e della grande quantità di neve e ghiaccio raschiati dalla superficie del ghiacciaio, la valanga si trasformò rapidamente in una colata di fango liquido.
La valanga raggiunse i 435 km/h. Alcuni detriti lanciati dalla colata principale potrebbero aver superato i 1.100 km/h. Secondo un rapporto dell'US Geological Survey degli Stati Uniti pubblicato lo stesso anno, il flusso di fango potrebbe aver raggiunto una velocità insolitamente elevata a causa del "cuscino d'aria" formatosi sotto la miscela di neve e ghiaccio che consentiva alla maggior parte del materiale di galleggiare essenzialmente sopra il suolo. Anche il fatto che l'accelerazione iniziale avvenne su una superficie glaciale a basso attrito fu un fattore importante, poiché catapultò il materiale lungo il pendio a una velocità molto più elevata rispetto a se fosse scivolato su roccia nuda o terra.

### Distruzione di Yungay
A Yungay molti si riversarono nelle chiese per ripararsi e pregare. La maggior parte degli edifici della città furono danneggiati o distrutti dal terremoto, sebbene le vittime iniziali furono poche rispetto a quelle causate dalla frana che seguì. La colata di fango colpì Yungay a 13 km dall'origine della valanga, circa 1 minuto e 42 secondi dopo l'inizio del terremoto. Sebbene la collina di quasi 200 m di Cerro de Aira fosse tra Yungay e la valle di Llanganuco, la colata di fango colpì la cresta a una velocità sufficientemente elevata, circa 170 km/h, da superare la cresta stessa, distruggendo prima i villaggi di Shillkop, Aira e Ongo per poi abbattersi su Yungay.
Una grande folata d'aria precedette il flusso di detriti e fu seguita da una pioggia di grosse rocce e detriti prima che l'onda semiliquida principale colpisse. Le raffiche di vento erano "abbastanza forti da gettare le persone a terra e, in alcuni punti, da far cadere gli alberi". Giganteschi massi rotolarono verso Yungay, lasciando enormi crateri nel terreno e appiattendo gli edifici che non erano ancora stati distrutti dal terremoto. La colata di fango fu descritta dai sopravvissuti come "simile a un'onda". A causa della velocità del flusso, non ci fu il tempo di evacuare. Praticamente tutte le strutture artificiali a Yungay, tranne alcune in periferia, furono distrutte e migliaia di persone rimasero uccise all'istante. Il sopravvissuto Mateo Casaverde descrisse la scena in questo modo:

«Sentimmo un rumore profondo, differente da quello del terremoto, però non molto. Veniva dal Huascarán e vedemmo tra la montagna e Yungay un'enorme nube di polvere. Il terremoto aveva provocato una valanga. Parte del Huascarán stava franando [...] Si poteva vedere un'onda gigante di fango grigio, di circa 60 metri di altezza, sul punto di colpire il lado sinistro della città. Questa onda sicuramente non era polvere [...]. Il cielo divenne scuro. Yungay e i suoi migliaia di cittadini erano scomparsi.»

### Effetti in altre città
La maggior parte del flusso di fango finì direttamente nel fiume Llanganuco. Le città di Incayoc e Huashau, più vicine alla base del Huascarán, furono le prime ad essere colpite. Un gruppo di alpinisti cecoslovacchi che scalavano la montagna furono uccisi. L'intera area del delta di Llanganuco fu distrutta, inclusa la città ricostruita di Ranrahirca, dove morirono circa 1.800 persone. Come era successo a Yungay, le enormi rocce provenienti dalla valanga distrussero qualsiasi cosa si trovasse lungo il tragitto. Il masso più grande trovato vicino al sito di Ranrahirca pesava 14.000 tonnellate.
A Caraz, 11 km a valle di Yungay, l'aeroporto e gran parte dei terreni agricoli circostanti furono allagati e un ponte stradale a Choquechaca fu distrutto. Anche la diga della centrale idroelettrica di Cañón del Pato fu distrutta, sebbene l'impianto stesso sia rimasto illeso. A Huallanca, sotto il Cañón del Pato, il fiume si prosciugò per un'ora dopo il terremoto, a causa del blocco temporaneo a monte, e poi si alzò bruscamente di 20 m dal suo letto. Dopo che l'acqua si ritirò, "decine di corpi, veicoli e altri materiali artificiali" furono trovati depositati nella zona di inondazione. Grandi sezioni della ferrovia e dell'autostrada tra Huallanca e Chimbote furono sepolte o spazzate via, interrompendo l'accesso alla regione.
Secondo quanto riportato, il fiume impiegò dagli otto ai nove giorni per sfondare completamente la diga di detriti e ripristinare il suo corso originale.

## Vittime

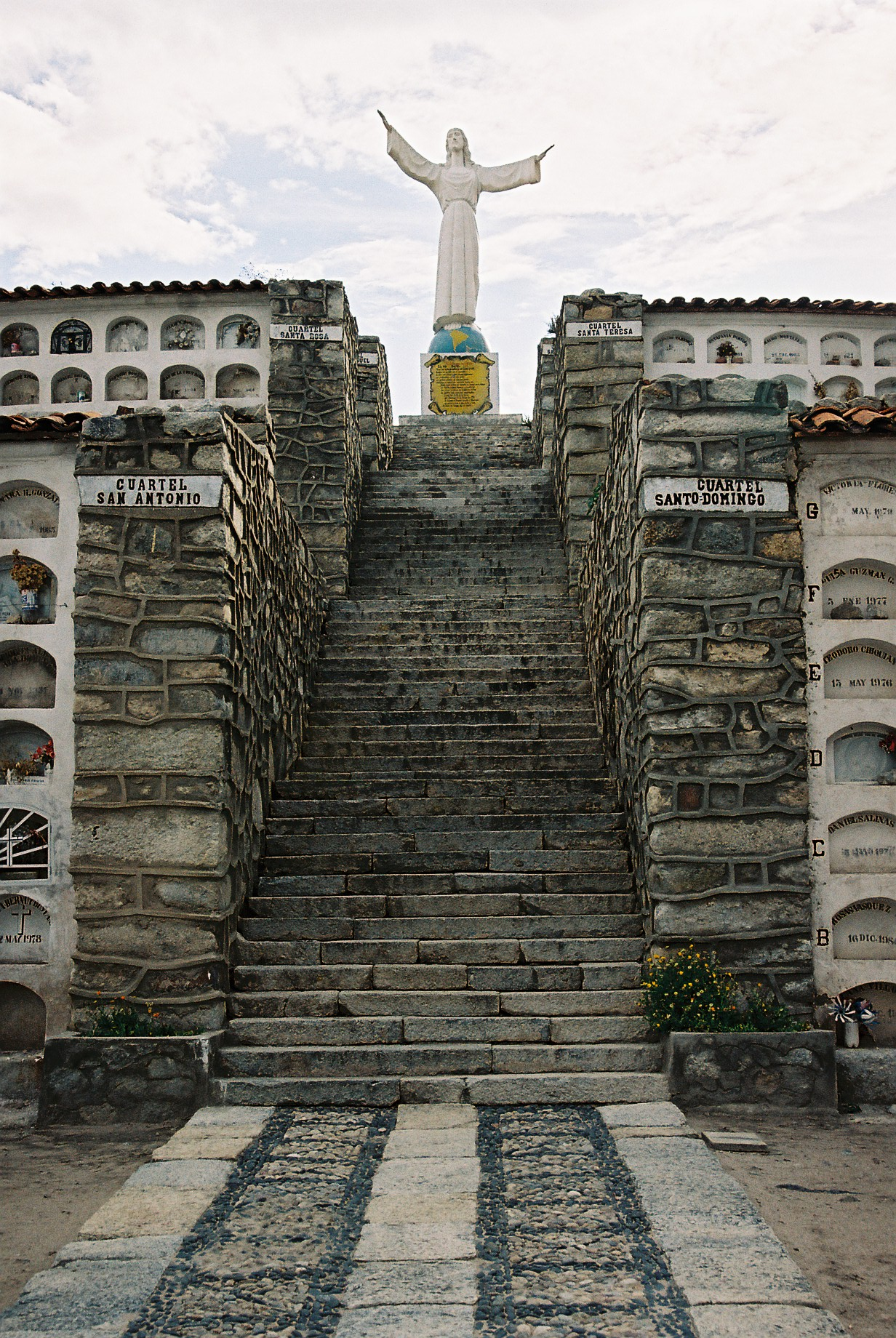
Parte superiore del cimitero di Yungay e statua del Cristo Redentore. Molte persone cercarono riparo qui quando la colata di fango colpì la città.

Il numero di morti per la valanga del 1970 è stato difficile da quantificare. A causa delle vaste dimensioni dell'area devastata e della profondità a cui furono seppellite le città, migliaia di corpi scomparsi non furono mai ritrovati. Inoltre, il numero di vittime a Yungay fu estremamente elevato perché il disastro avvenne di domenica, giorno di mercato in cui le persone della campagna erano solite ritrovarsi in città. La maggior parte delle stime varia da un totale di 15.000 a 18.000 uccisi a Yungay e nei villaggi circostanti, sebbene alcune fonti citino un bilancio delle vittime fino a 22.000 o 25.000.
Solo circa 400 persone sopravvissero a Yungay, 300 delle quali erano bambini che si trovavano al circo nello stadio locale; secondo quanto riferito, un clown li portò su un terreno sopraelevato appena in tempo prima che la colata di fango colpisse. Novantadue persone sopravvissero scalando una collina artificiale nel cimitero cittadino. Queste furono le uniche strutture della città rimaste intatte, insieme a "una statua di Gesù Cristo con le braccia tese, eretta sulle macerie" che rimane oggi come monumento ai morti. Una fotografia di quattro palme che un tempo circondavano la piazza principale di Yungay, semisepolta nel fango ma ancora in piedi, è diventata un simbolo del disastro.
I detriti coprivano una superficie totale di 1.500 ettari e raggiunsero una profondità fino a 20 m nella zona di Ranrahirca; in alcuni punti il flusso si estendeva fino a 4,3 km. La città di Yungay fu sepolta sotto circa 5 metri di macerie. Gran parte del fango che inizialmente seppellì la città fu drenato pochi giorni dopo il disastro, lasciando una pianura di rocce che fino ad oggi permane nello stesso stato.

## Conseguenze

### Operazioni di soccorso

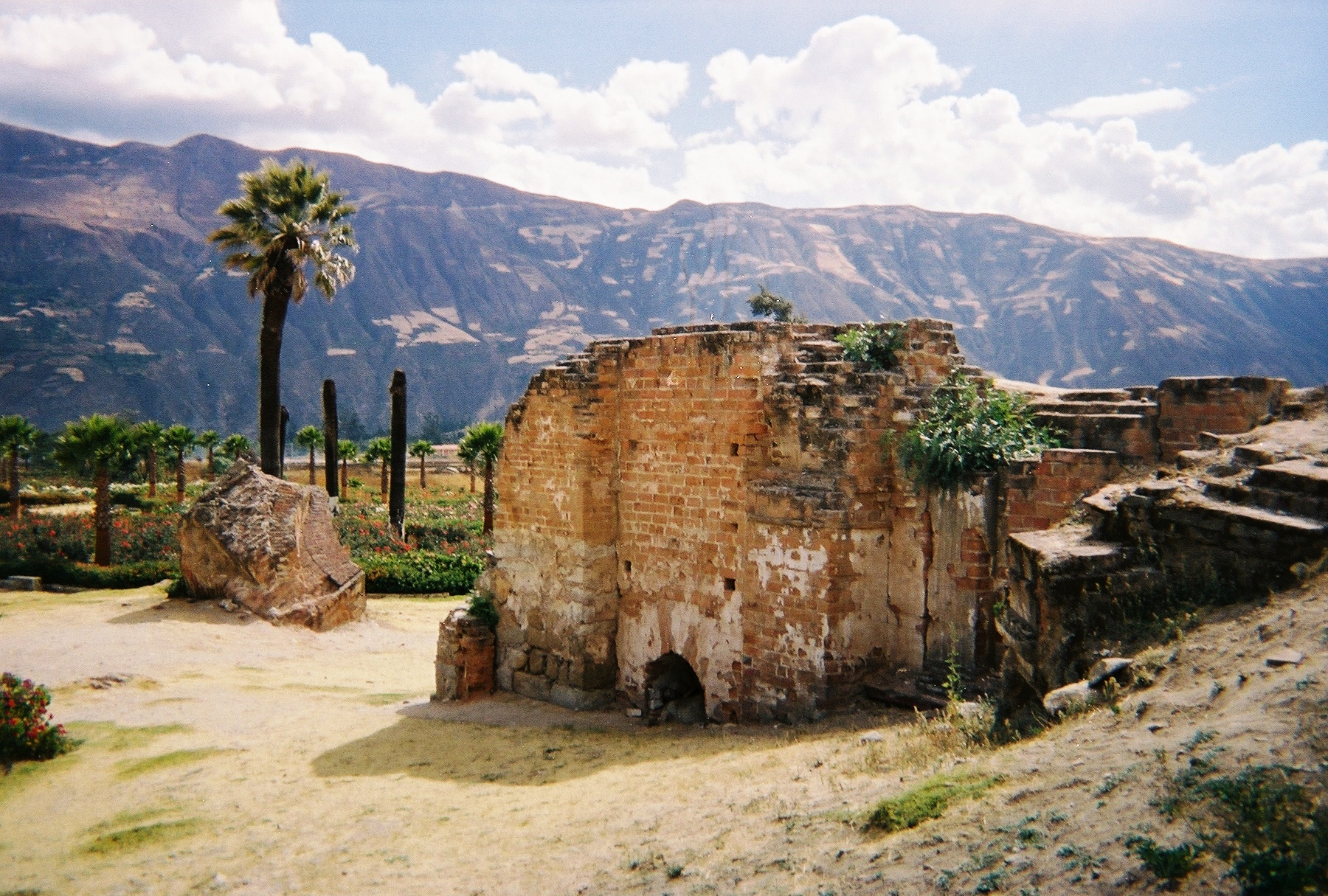
Rovine della cattedrale di Yungay

A causa dell'importanza culturale ed economica di Yungay come capitale della provincia di Yungay, molti sopravvissuti sia di Yungay che dei villaggi circostanti si rifiutarono di essere reinsediati altrove. Un anno dopo il disastro, circa 2.000 sopravvissuti si radunarono nel campo profughi noto come "Yungay Norte", a poche centinaia di metri a nord della città distrutta. Sebbene questa posizione fosse molto più sicura dalle frane rispetto alla vecchia Yungay, era geograficamente limitata: "il personale umanitario ipotizzava che se la capitale si fosse trasferita lì, crescendo si sarebbe estesa oltre l'area sicura fino ad arrivare ad aree pericolose".
Il governo nazionale creò la Commissione per la ricostruzione e la riabilitazione della zona colpita (CRYRZA) per supervisionare gli sforzi di soccorso e ricostruzione nelle aree colpite dal terremoto di Ancash. Poco dopo il disastro, le autorità supervisionarono la riparazione dei sistemi di irrigazione di Yungay che erano stati distrutti dalla colata di fango. Tuttavia, la produzione agricola dell'anno era ancora ben al di sotto della norma. I soccorsi furono ostacolati da strade e ponti danneggiati: "Ci sono voluti due o tre giorni prima che i rifornimenti raggiungessero l'alta Valle Santa su strada dall'aeroporto di Lima".
Ci fu una controversia sulla distribuzione degli aiuti, poiché gli abitanti delle città sentivano di non ricevere abbastanza rispetto ai contadini indigeni. Il presidente Juan Velasco vide il disastro come "un'opportunità unica" per portare a termine la sua agenda, che mirava a cancellare i divari socioeconomici nelle province rurali come Yungay.

### Ricostruzione

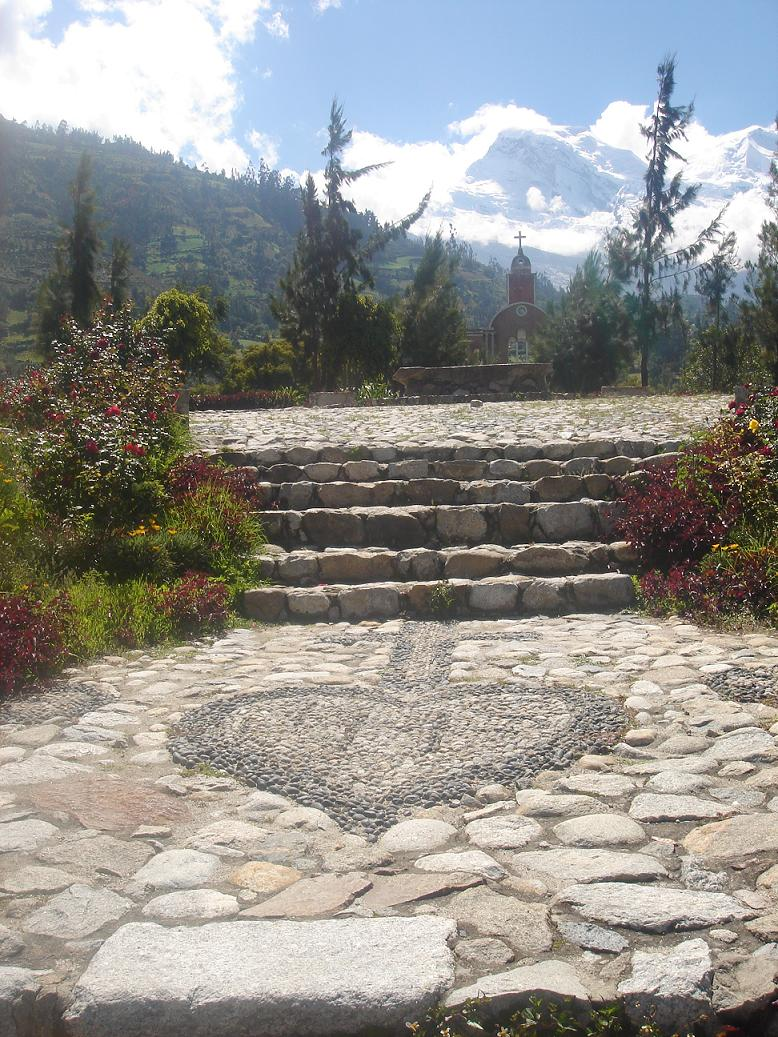
Monumento della Vecchia Yungay e vista del Huascarán

Nel novembre 1970, le autorità annunciarono l'intenzione di spostare il capoluogo di provincia in un luogo chiamato Tingua, a 15 km di distanza. Questo piano fu accolto male, essendo lontano dai contadini che dipendevano dai mercati di Yungay per vendere i loro prodotti e che venivano in città per funzioni religiose. Un tale accordo avrebbe anche lasciato la popolazione urbana senza fonti vicine di cibo, beni e reddito (dall'affitto di terreni agricoli).
Infine, il governo nazionale avviò la costruzione di una città permanente a Yungay Norte, aiutato anche a livello internazionale. Nel 1975, Yungay Norte era conosciuta semplicemente come "Yungay" e il sito della città distrutta era conosciuto come "Yungay Viejo". La nuova città disponeva già di elettricità, acqua corrente, cliniche, scuole, una chiesa e case. All'inizio degli anni '90, la popolazione di Yungay raggiunse i numeri anteriori alla valanga. La composizione sociale della città cambiò completamente, soprattutto perché un gran numero di sopravvissuti della vecchia Yungay si trasferì nelle città costiere e furono sostituiti da migranti provenienti dalle zone rurali.
Il governo peruviano dichiarò il sito di Yungay un cimitero nazionale, un Campo Santo, nel quale è vietato qualsiasi scavo per recuperare i morti o cercare reperti. Sul sito sono stati costruiti un monumento con la forma della facciata originale della cattedrale, un altare in pietra, un ampio giardino commemorativo e un obelisco. Alcuni sopravvissuti hanno eretto lapidi nei siti delle loro ex case. I visitatori possono ancora vedere una parte del muro della cattedrale, il tumulo funerario e la statua del Cristo, le quattro palme nella piazza centrale e i resti di un autobus.
A seguito del disastro, il governo nazionale ha notevolmente aumentato i finanziamenti per la mitigazione e la prevenzione dei rischi legati ai ghiacciai. Il 31 maggio è stata inoltre proclamata Giornata nazionale per l'educazione e la riflessione sui disastri, in onore delle vittime del terremoto e della valanga.

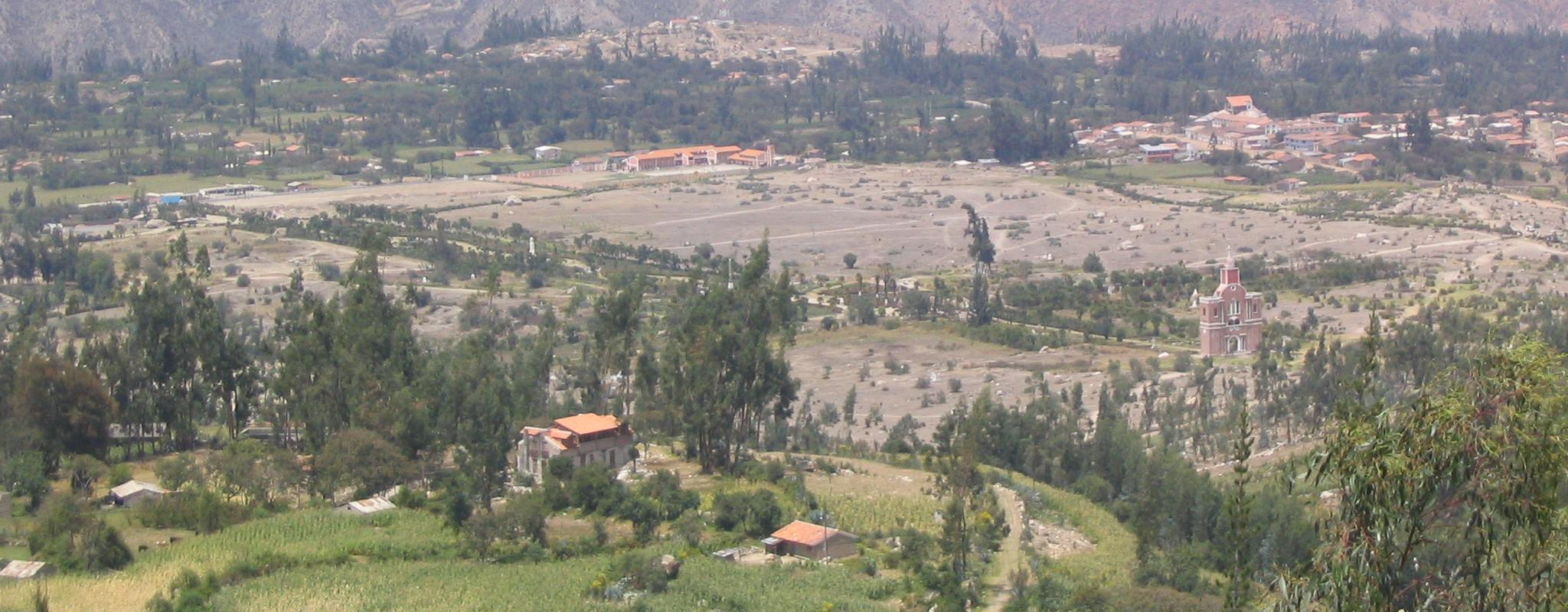
Vista panoramica del centro storico che mostra l'estensione del monumento.